# دوغ جورج
دوغ جورج (بالإنجليزية: Doug George)‏ هو سائق سباق أمريكي، ولد في 5 نوفمبر 1960 في أتووتر في الولايات المتحدة.

## وصلات خارجية
- دوغ جورج على موقع Racing-Reference.info (الإنجليزية)